# اریش دونسکوس
اریش دونسکوس (آلمانی: Erich Dunskus; ۲۷ ژوئیهٔ ۱۸۹۰ – ۲۵ نوامبر ۱۹۶۷) هنرپیشه اهل آلمان بود.
از فیلم‌ها یا برنامه‌های تلویزیونی که وی در آن نقش داشته‌است می‌توان به بل آمی، موش‌ها، روبرت کخ، زوس یهودی، کمدین‌ها، پاراسلسوس، و گرگ‌ومیش اشاره کرد.